# Übersteherhäusl
Übersteherhäusl ist ein Ortsteil von Vohenstrauß im Landkreis Neustadt an der Waldnaab in der Oberpfalz.

## Geographische Lage
Übersteherhäusl liegt ungefähr 4,5 Kilometer östlich von Vohenstrauß.
Etwa 500 Meter nördlich von Übersteherhäusl verläuft die Bundesautobahn 6.
Rund 300 Meter westlich von Übersteherhäusl befinden sich der 532 Meter hohe Tonbühl und der Fahrnbach, der hier zu mehreren kleinen Weihern aufgestaut wurde.

## Geschichte
1808 bei der Bildung der Steuerdistrikte gelangte Übersteherhäusl in den Steuerdistrikt Vohenstrauß.
Zum Steuerdistrikt Vohenstrauß gehörten der Markt Vohenstrauß und die Einöden Hopfenmühle, Ledermühle, Neuwirtshaus, Sägmühle und Übersteherhäusl.
1818 wurde Übersteherhäusl als eigene zu Braunetsrieth gehörige Ortschaft verzeichnet.
1838 hatte die Einöde Übersteherhäusl ein Haus und 3 Katholiken. Sie war zu 100 % katholisch und gehörte zur Pfarrei Moosbach.
1913 hatte Übersteherhäusl ein Haus und 6 Katholiken. Auf dem Gebiet der Pfarrei Moosbach wohnten zu dieser Zeit 2457 Katholiken und 5 Protestanten.
Bis zum 1. April 1971 gehörte Übersteherhäusl zur Gemeinde Burgtreswitz.
Am 1. April 1971 wurde die Gemeinde Burgtreswitz in den Markt Moosbach eingegliedert.
1972 wurde der ehemalige Gemeindeteil Übersteherhäusl von Burgtreswitz in die Gemeinde Vohenstrauß umgegliedert.
1990 lebte in Übersteherhäusl 1 Katholik. Übersteherhäusl gehörte zur Pfarrei Moosbach, wo zu dieser Zeit 2213 Katholiken und 194 Nichtkatholiken lebten.
Bei der Volkszählung 2011 wurden in Übersteherhäusl 0 Einwohner gezählt.